# Mihail Nikolajevič Šarohin
Mihail Šarohin (rusko: Михаил Николаевич Шарохин, 23. november 1898 - 19. september 1974) je bil sovjetski vojaški poveljnik in junak Sovjetske zveze.
Rodil se je v vasi Ivanovskoje, guvernat Jaroslavlj.
Boril se je v prvi svetovni vojni in ruski državljanski vojni.
Ko se je leta 1941 začela vojna z Nemčijo, je Sharokin služboval v generalštabu: najprej kot namestnik načelnika operativnega direktorata, nato namestnik načelnika generalštaba.
Od februarja 1942 je postal načelnik štaba 3. udarne vojske na Kalininski fronti, od avgusta 1942 načelnik štaba Severozahodne fronte in od oktobra 1942 načelnik štaba Volhove fronte. Na teh delovnih mestih je bil vpleten v operacijo proti Demjanskem žepu in operacijo Iskra.
Avgusta 1943 je prejel poveljstvo 37. armade na Stepski, 2. in 3. ukrajinski fronti, ki so sodelovale v ofenzivnih operacijah Poltava-Kremenchug, Dneper, Nikopol – Krivij Rig, Bereznegovato-Snigirevka, Odesa, Jassy-Kishinev . V teh bitkah je njegova 37. armada prečkala reke Dneper, Južni Bug in Dnester ter do konca septembra 1944 dosegla bolgarska mesta Kazanlak, Jambol in Burgas.
37. armada je ostala v Bolgariji do konca vojne, toda Sharokin je bil do konca vojne postavljen na čelo 57. armade. S 57. armado je napredoval skozi Madžarsko, Hrvaško in Avstrijo ter sodeloval v obrambni operaciji Budimpešta, Blatno jezero, Nagykanizsa – Körmend, Dunaj in Gradec-Amstetten.
Z ukazom predsedstva vrhovnega sovjeta ZSSR z dne 28. aprila 1945 je bil general-polkovnik Mihail Nikolajevič Šarohin za zgledno izvajanje poveljevanja odlikovan z naslovom Junak Sovjetske zveze z redom Lenina in medaljo Zlata zvezda. naloge na fronti boja proti nemškim zavojevalcem ter za pogum in junaštvo, ki sta bila hkrati izkazana.
Do upokojitve leta 1960 je ostal v vojski kot učitelj in vojaški svetovalec.